# Epíclesis
Epíclesis es el nombre que recibe, en la celebración de la Santa Misa, la parte dedicada a invocar al Espíritu Santo. Viene del término griego epíklesis. En la Grecia Antigua, designaba el invocar a un ser divino, por ejemplo, la sumamente tradicional invocación de las musas por parte de los poetas. Como ninguna liturgia es posible sin la presencia del Espíritu Santo, la epíclesis es una dimensión fundamental de toda celebración litúrgica. Y puesto que el Espíritu Santo está presente y actúa en la vida de la Iglesia, Su presencia y acción se requiere para la vida de los miembros del Cuerpo de Cristo, en especial, la acción litúrgico-sacramental. En todo sacramento o acción litúrgica, en cuanto acontecimientos de culto de la nueva economía de salvación “en espíritu y en verdad", siempre está presente el Espíritu Santo actuando en plenitud: siempre tiene lugar la introducción del Espíritu Santo por medio de su presencia invocada, la epíclesis.
En la Eucaristía se invoca al Espíritu, para consagrar los dones ofrecidos del pan y el vino, y que tras ser transubstanciados se conviertan en el Cuerpo y Sangre de Cristo. Y para que la comunión ayude a la salvación de los que participan de ella y actúe sobre la comunidad eclesial celebrante, se invoca por segunda vez al Espíritu.
La celebración es el lugar por excelencia en que se invoca y se da al Espíritu Santo. En la bendición del agua bautismal. En el sacramento de la penitencia el ministro pide a Dios, "Padre de misericordia que... derramó el Espíritu Santo para remisión de los pecados", que conceda al penitente el perdón y la paz. En la unción de los enfermos, antes llamada Extrema Unción, cuando hay que bendecir el óleo, se pide a Dios, Padre de todo consuelo, que envíe desde el cielo al "Espíritu Santo Paráclito", que también viene del griego "parakletos" y significa "defensor", "el que intercede para ayudar".
Pero es sobre todo en los ritos de ordenación donde se pone de relieve la acción del Espíritu en las epíclesis consecratorias, Sobre el obispo, el presbítero y el diácono. Por lo demás, no puede haber acción consecratoria sin la invocación del Espíritu Santo, asociada al gesto apostólico de la imposición de manos para realizar la sucesión apostólica.
En las anáforas egipcias había dos epíclesias que rodeaban las palabras de institución. Esto llevó a algunos estudiosos a creer que la consagración en la mente cristiana egipcia era un proceso y no un momento.
Toda auténtica acción litúrgica es epíclesis del Espíritu, sacramento del Espíritu.